# Húsfell
Húsfell är en kulle i republiken Island. Den ligger i regionen Höfuðborgarsvæði, 13 km söder om huvudstaden Reykjavík. Toppen på Húsfell är 288 meter över havet, eller 76 meter över den omgivande terrängen. Bredden vid basen är 1,0 km.
Trakten runt Húsfell är nära nog obefolkad, med mindre än två invånare per kvadratkilometer. Närmaste större samhälle är Reykjavik, omkring 14 kilometer nordväst om Húsfell. Trakten runt Húsfell består i huvudsak av gräsmarker.